# 在所村
在所村（ざいしょむら）は、高知県香美郡にあった村。現在の香美市の中部、概ね物部川の中流右岸にあたる。

## 地理
- 河川：物部川
- 山岳：御在所山、大比山、神賀山

## 歴史

### 村名の由来
御在所山にちなむ。

### 沿革
- 1889年（明治22年）4月1日 - 町村制の施行により、川ノ内村・谷相村・中谷村・横谷村・朴木村・大束村・猪野々村・日比原村・永瀬村・清爪村・蕨野村・日浦古味村・梅之窪村・白石村・長野村・祢須村・大井平村の区域をもって発足。
- 1961年（昭和36年）3月31日 - 大宮町と合併して香北町が発足。同日在所村廃止。

## 交通

### 道路
- 国道195号（土佐中街道）